# Chronobiologie
Die Chronobiologie (zu altgriechisch χρόνος chrónos ‚Zeit‘) untersucht als Wissenschaftszweig der Biologie die zeitliche Organisation von physiologischen Prozessen und wiederholten Verhaltensmustern bei Organismen. Die hierbei nachgewiesenen Regelmäßigkeiten wiederkehrender Erscheinungen werden als biologische Rhythmen bezeichnet (nicht zu verwechseln mit esoterischen Biorhythmuslehren). Sie treten mit verschiedener Periodendauer auf und können als regelmäßige Anpassungen innerer Zustände an äußere Umstände verstanden werden.
Ein biologischer Rhythmus geht häufig von einem endogen schwingenden Teilsystem des Organismus aus, der sogenannten inneren Uhr. Die hiervon erzeugten Impulse folgen in gewissen zeitlichen Abständen aufeinander, deren Dauer durch exogene (äußere) Einflüsse, die sogenannten Zeitgeber, beeinflusst werden kann. So kann ein innerer Rhythmus in gewissen Grenzen den Veränderungen der Umgebung angepasst werden, zum Beispiel an den zeitlich schwankenden Tag-Nacht-Zyklus. Wichtige Zeitgeber sind Licht und Temperatur. Wenn die Synchronisation der inneren Uhr durch Zeitgeber fehlt – beispielsweise unter konstanten Laborbedingungen – schwingen viele natürliche Rhythmen unverändert und unvermindert weiter. Allerdings entspricht die Periodendauer (τ) dann nur noch ungefähr jener unter natürlichen Bedingungen.
Den Nobelpreis für Physiologie oder Medizin bekamen 2017 Jeffrey C. Hall, Michael Rosbash und Michael W. Young für ihre Entdeckungen der molekularen Mechanismen, die einer circadianen Rhythmik von Zellen zugrunde liegen.

## Biologische Rhythmen

### Bedeutung
Eine zeitliche Organisation ist für alle lebenden Organismen von Bedeutung, denen die Anpassung an zeitlich wechselnde Umgebungsbedingungen günstigere Überlebenschancen ermöglicht. Daher ist es nicht verwunderlich, dass bei allen bisher untersuchten Lebewesen rhythmische Abläufe gefunden wurden. Einige Beispiele sind Zellteilung, Herzschlag, Atmung, Schlaf, Winterruhe oder auch die Brunft oder der Menstruationszyklus.
Zahlreiche Vorgänge in Organismen sind voneinander abhängig – viele sind nur dann wirkungsvoll, wenn zuvor andere stattgefunden haben, einige sind nur bei einem gemeinsamen Auftreten effektiv, andere stören sich, manche heben sich wechselseitig auf und manche schließen sich gegenseitig aus. Es gibt Prozesse, die nur intern aufeinander abgestimmt werden müssen. Andere Vorgänge sollen auch den Bedingungen der Außenwelt angepasst werden.
Darüber hinaus können Abläufe auf regelmäßige äußere Schwankungen bezogen werden, um ein soziales Verhalten mit Organismen der gleichen Art zeitlich abgestimmt verlässlich zu organisieren. Oder auch, um solche einer anderen Art mit höherer Wahrscheinlichkeit anzutreffen – oder von diesen nicht getroffen werden zu können. So macht es einen Unterschied, wer tags oder nachts aktiv ist.
Für den Menschen wurde in den letzten Jahren die chronobiologische Forschung immer wichtiger, da unsere Lebensweise immer häufiger unserer ‚biologischen Uhr‘ zuwiderläuft. Außerdem gilt es inzwischen in der Medizin als gesichert, dass der Zeitpunkt der Einnahme von Medikamenten großen Einfluss auf deren Wirksamkeit hat. Bei Chemotherapien kann beispielsweise mit sehr viel geringeren Konzentrationen an Zytostatika gearbeitet werden, wenn die zeitlichen Fenster bei der Verabreichung beachtet werden.

### Einteilung nach der Periodendauer
Biologische Rhythmen treten mit Perioden auf, deren Dauer von Millisekunden bis hin zu Jahren reicht. Sie werden grob danach eingeteilt, ob ihre Schwingungsdauer ungefähr so lang ist wie ein Tag (circadian), deutlich länger (infradian) oder deutlich kürzer (ultradian). Die üblichen Benennungen beziehen sich auf die Frequenz, also den Kehrwert der Schwingungsdauer. Dauert die Periode erheblich kürzer als 24 Stunden, so kann eine Wiederholung häufiger als einmal täglich auftreten, die Frequenz beträgt also mehr als einmal pro Tag.
Infradiane Rhythmen
Infradiane Rhythmen (von lateinisch infra ‚unter‘ und dies ‚Tag‘) haben eine Frequenz unter der eines Tages, ihre Schwingung dauert deutlich länger als 24 Stunden. Dazu gehören circannuale Rhythmen, also saisonale Rhythmen etwa im Jahreszyklus (ungefähr 365 Tage) wie die von Winterschlaf und Vogelzug. Infradian sind auch circalunare Rhythmen, die einem Mondphasenzyklus (ungefähr 29,5 Tage) folgen wie die von Palolozeiten, ebenfalls sogenannte „semilunare Rhythmen“ (ungefähr 15 Tage), die assoziiert sind mit dem Gezeitenzyklus und nach dem Abstand zwischen zwei Nipptiden (bei Halbmond) oder zwei Springfluten (bei Voll- und Neumond) getaktet sind, wie etwa das nächtliche Ablaichen der Grunions am Strand.
Circadiane Rhythmen
Circadiane Rhythmen (von lateinisch circa ‚ungefähr‘ und dies ‚Tag‘) haben etwa die Frequenz von Tagen im Wechsel mit nachts und dauern circa 24 Stunden, beispielsweise der Schlaf-/Wachrhythmus beim Menschen oder auch die Blattbewegungen vieler Pflanzen. Circadiane Rhythmen sind bisher am besten erforscht – nicht nur weil Tageszyklen leichter als beispielsweise Jahreszyklen zu erkennen sind; circadian organisierte Rhythmen betreffen verschiedene für den Menschen bedeutungsvolle Phänomene seiner Natur.
Ultradiane Rhythmen
Ultradiane Rhythmen (von lateinisch ultra ‚über‘ und dies ‚Tag‘) haben eine Frequenz über der eines Tages, ihre Schwingung dauert kürzer als 24 Stunden. Dauert sie erheblich kürzer, können sie auch mehr als einmal täglich vorkommen. Beispiele hierfür sind der Wechsel von Aktivitäts- und Ruhephasen bei Feldmäusen, die wiederholte Abfolge von Schlafstadien des erwachsenen Menschen oder die pulsatile Ausschüttung von Hormonen der Hirnanhangdrüse.
Eine besondere Stellung kommt hierbei den circatidalen Rhythmen zu mit einer Periode von ungefähr 12,5 Stunden, die dem wiederkehrenden Wechsel von Ebbe oder Flut folgen und für viele Bewohner der Brandungszone bestimmend sind. Strandlebende Winkerkrabben gehen zum Beispiel nur bei Ebbe auf Nahrungssuche, im Wasser lebende Krebse schwimmen dagegen nur bei Flut im Wasser umher.

## Biologische Rhythmen bei verschiedenen Lebewesen

### Einzeller
Seit den 1940er-Jahren ist bekannt, dass auch Einzeller eine „Innere Uhr“ besitzen. Damit war schon früh deutlich, dass für die Funktion einer Uhr keine Netzwerke benötigt werden. Algen wie Euglena oder Chlamydomonas haben einen circadianen Rhythmus der Phototaxis.
Beim Paramecium konnten circadiane Prozesse gefunden werden.
Marine Dinoflagellaten, wie zum Beispiel Lingulodinium polyedrum (= Gonyaulax polyedra), haben ebenfalls eine circadiane Organisation. Sie steigen schon eine Stunde vor Sonnenaufgang an die Wasseroberfläche, wo sie dichte Schwärme bilden und Photosynthese betreiben. Bei günstigen Bedingungen verursachen sie die sogenannte Algenblüte. Noch vor Sonnenuntergang sinken die Einzeller wieder in die Tiefe. Während der Nacht produzieren sie dort mit Hilfe des Luciferasesystems biochemisch Licht, vermutlich um ihre Fressfeinde, Copepoden, abzuwehren.
Dieses Verhaltensprogramm verläuft auch im Labor unter konstanten Bedingungen rhythmisch weiter.
Inzwischen konnte auch gezeigt werden, dass Prokaryoten (Bakterien und Cyanobakterien) ebenfalls circadiane Rhythmen haben.

### Pflanzen
Bei Pflanzen wurde bis jetzt keine zentrale Steuerung der inneren Uhren oder Schrittmacher gefunden. Zurzeit wird davon ausgegangen, dass die Steuerung physiologischer Vorgänge, insbesondere der Photosynthese und häufiger, damit verbundener Bewegungen, von mehreren, über die ganze Pflanze verteilten Uhren gesteuert wird.
Für andere, täglich vorkommende Ereignisse, zum Beispiel die Erneuerung des Photosyntheseapparates, konnte auch eine direkte Lichtwirkung auf die Genexpression nachgewiesen werden. Für den Lichtsammelkomplex (Lhc) in den Thylakoidmembranen der Chloroplasten findet täglich eine Proteinsynthese statt. Dabei regelt Licht die Transkription und Translation der beteiligten kernkodierten Gene. So sind bei der Tomate zurzeit (2004) 19 solcher Lhc-Gene bekannt. Intensive Forschung findet zurzeit auf dem Gebiet des Transfers solcher Lhc-Gene und ihrer Promotor statt.

### Tiere
Bei Tieren konnten im Zentralnervensystem (ZNS) klare Schrittmacherzentren lokalisiert werden. Da, wie oben schon erwähnt, Rhythmen häufig mit Licht assoziiert sind, ist es nicht verwunderlich, dass sich diese Uhren im Bereich des visuellen Systems finden:
- bei Insekten in den optischen Loben;
- bei Weichtieren an der Basis der Retina;
- bei Wirbeltieren im über der Kreuzung der Sehnerven gelegenen Nucleus suprachiasmaticus (NSC) und/oder in der Zirbeldrüse (Pinealorgan, Epiphyse); die Epiphyse produziert das Hormon Melatonin.

Bei Fischen, Amphibien, Reptilien und vielen Vögeln ist das Gewebe der Epiphyse lichtempfindlich, obwohl tief im Hirn verborgen. Außerdem ist sie bei Reptilien und einigen Vögeln noch unabhängig und steuert außer der circadianen Melatoninproduktion auch noch andere circadiane Rhythmen wie zum Beispiel die Körpertemperatur und Nahrungsaufnahme. Man kann davon ausgehen, dass sie entwicklungsgeschichtlich älter ist als der NSC.
Bei Säugetieren unterliegt das Pinealorgan der Steuerung durch den Nucleus suprachiasmaticus. Inzwischen gibt es viele Hinweise darauf, dass noch andere Schrittmacher existieren, beispielsweise in der Netzhaut. Wie diese Uhren allerdings genau funktionieren, ist noch unbekannt.

## Chronobiologie beim Menschen

### Chronotypen

Alter und Schlafmitte (Mittelwert)

In der Bevölkerung können zwei Hauptkategorien von Chronotypen unterschieden werden: Die einen gehen spät zu Bett und stehen entsprechend später auf – die „Nachteulen“ oder Langschläfer; während die „Lerchen“ oder Frühaufsteher früh zu Bett gehen und früher aufstehen. Diese Unterschiede kommen zumindest teilweise durch genetische Prädisposition zustande. Das bedeutet, dass ein Teil der Bevölkerung ständig wider seine Anlagen lebt. Da Jugendliche z. B. tendenziell eher „Eulen“ sind, konnte nachgewiesen werden, dass eine Verschiebung des Schulbeginns um eine Stunde nach hinten – besonders im Winter – zu allgemeiner Leistungsverbesserung und besserem Gesundheitszustand führte.

### Einfluss des modernen Lebensstils
Die Chronobiologie erlangt für den Menschen immer größere Wichtigkeit, da der Lebensstil der Menschen in westlichen Kulturen immer mehr von den Rahmenbedingungen, welche die biologische Uhr vorgibt, abweicht. So nimmt beispielsweise der Anteil an Schichtarbeitern zu.
Zudem verbringen Menschen immer mehr Zeit in Innenräumen, wo die Lichteinstrahlung selten höher als 500 Lux liegt. Im Freien beträgt die Lichtstärke 8.000 Lux bei bedecktem Himmel und bis zu 100.000 Lux an einem Sonnentag. Durch ein fortwährendes Lichtdefizit kann es zu Schlaf- und Essstörungen, Energielosigkeit bis hin zu schweren Depressionen kommen. In nördlichen Ländern (z. B. Norwegen), in denen im Winter die Lichtausbeute pro Tag gegen Null tendieren kann, ist inzwischen die Lichttherapie gegen die sogenannte Winterdepression als wirksam anerkannt. Dagegen ist allerdings aus einer Studie bekannt, dass die Suizidrate in Grönland im Sommer sehr deutlich ansteigt.

## Forschungsgeschichte

### 18. und 19. Jahrhundert

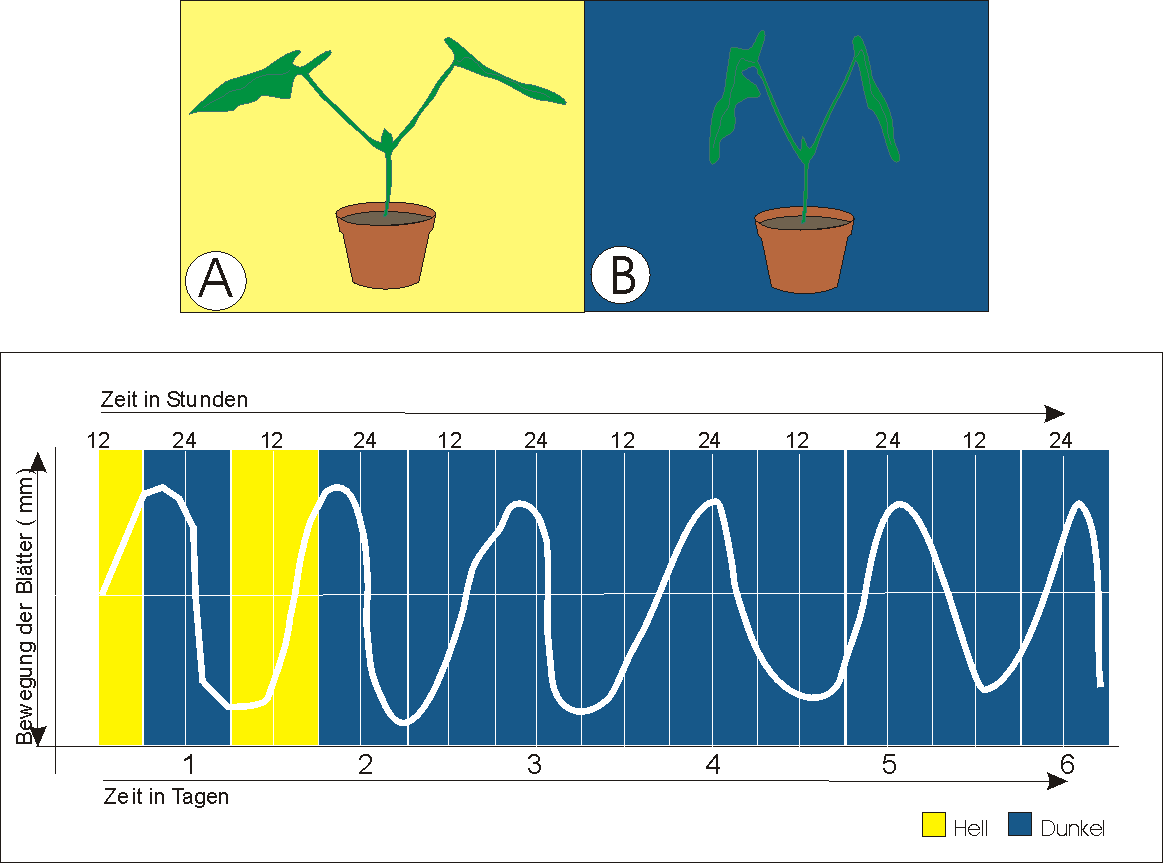
A: Bohnenpflanze mit erhobenen Blättern; B: Bohnenpflanze mit hängenden Blättern; Schema; darunter: Aufzeichnung dieser Bewegung über mehrere Tage, die ersten zwei Tage mit Licht-Dunkel-Wechsel, dann Dauerdunkel

Der französische Gelehrte Jean Jacques d’Ortous de Mairan (1678–1771) berichtete von täglichen Blattbewegungen der Mimose. Bei Experimenten konnte er zeigen, dass die Blätter auch im Dauerdunkel (DD) tagesrhythmisch weiter schwingen.
Ähnliche Berichte über rhythmische Phänomene stammen unter anderem von Carl von Linné (1707–1778), Georg Christoph Lichtenberg (1742–1799), Christoph Wilhelm Hufeland (1762–1836) und Charles Darwin (1809–1882).
Erste Aufzeichnungen eines circadianen Rhythmus machte Johann Gottfried Zinn 1759 bei der Gartenbohne.
Dazu befestigte er an den Blättern der Pflanze einen Hebelmechanismus, der die tagesperiodischen Bewegungen der Blätter auf eine rotierende Walze übertrug. Senkte sich das Blatt, hinterließ das auf der Walze eine nach oben gerichtete Linie, hob sich das Blatt wieder, zeigte die Linie wieder nach unten. Diese Aufstellung verfolgte er über mehrere Tage, wobei nur die ersten drei Tage das Licht in 12-stündigem Wechsel an und aus ging und ab dem vierten Tag aus blieb. Wäre die Blattbewegung nur auf den Licht-Dunkel-Wechsel (LD) zurückzuführen, wäre zu erwarten gewesen, dass die Blattbewegungen mit andauernder Dunkelheit (DD) aufhören. Das taten sie nicht. Damit war zumindest Licht als Ursache für diese Bewegungen ausgeschlossen. Allerdings wurde noch bis in die 1980er-Jahre versucht, andere exogene Ursachen dafür zu finden.

### 20. Jahrhundert
Im 20. Jahrhundert begann die wissenschaftliche Erforschung dieser Phänomene. Zu den Pionieren der Chronobiologie zählen: Wilhelm Pfeffer, Erwin Bünning, Karl von Frisch, Jürgen Aschoff, Colin Pittendrigh, Gunther Hildebrandt, sowie ab den 1960er-Jahren Arthur Winfree.
Das Spacelab 1 hatte 1983 den Schimmelpilz Neurospora mit an Bord, um die circadiane Rhythmik außerhalb der Erde zu testen. Es konnte kein Unterschied zur Kontrollgruppe in Cape Canaveral gefunden werden. Circadiane Rhythmen und mit an Sicherheit grenzender Wahrscheinlichkeit auch infradiane und ultradiane Rhythmik sind endogene Phänomene, darüber besteht inzwischen Konsens.
Eine wichtige Methode bei der Untersuchung dieser Phänomene ist im 20. Jahrhundert das Finden und Selektieren genetischer Mutationen gewesen. Als erstem gelang das Konopka 1970 bei der Taufliege Drosophila melanogaster. Diese kleinen Insekten haben eine starke circadiane Rhythmik beim Schlüpfen der Fliegen aus den Puppen. Dieser Rhythmus beträgt normalerweise circa 24 Stunden. Das heißt, die Fliegen schlüpfen nicht willkürlich über den Tag verteilt, sondern zu einer bestimmten Zeit. Wer um diese Zeit nicht geschlüpft ist, tut es an diesem Tag nicht mehr, sondern am nächsten Tag. Die Nachkommen dieser Fliegen halten es mit dem Schlüpfen so wie ihre Eltern. Konopka konnte eine Variante finden und weiterzüchten, die nicht alle 24 Stunden, sondern alle 19 Stunden schlüpfte – ebenso deren Nachkommen (Pershort), eine Variante, die alle 29 Stunden schlüpfte (Perlong), und eine Variante ohne Rhythmus (Per-). Alle diese Varianten hatten einen Defekt auf dem gleichen Genlocus. Ende der 1990er-Jahre konnten auch bei verschiedenen Säugetieren „Clock-Gene“ gefunden werden (Bmal1, Clock, Per1, Per2, Per3, Cry1, Cry2).

### Gegenwart
Seit den 1990er-Jahren hat sich die Chronobiologie stark interdisziplinär entwickelt, sie bildet eine Schnittstelle zwischen Verhaltensbiologie, Physiologie, Genetik und Ökologie. Das Fachgebiet verwendet heute molekularbiologische und mathematische Methoden. Bei der Erforschung der Chronobiologie beim Menschen sind auch Psychologie und Medizin (insbesondere die Endokrinologie) beteiligt.
Bei der Forschung stehen folgende Fragen im Mittelpunkt:
- Welche Arten von biologischen Rhythmen gibt es?
- Ist der Rhythmus endogen? Wenn ja, wie wird er generiert? Wo ist der taktgebende Oszillator lokalisiert? Wie ist der Oszillator an physiologische Prozesse gekoppelt?
- Welches sind die Zeitgeber, also exogene Faktoren, die den inneren Rhythmus beeinflussen können?
- Wie können die Zeitgeber auf die biologische Uhr so wirken, dass es zu einer Angleichung an äußere Zyklen kommt, als Entrainment oder Masking?
- Welche Funktionen haben biologische Rhythmen?

Die Chronobiologie beschäftigt sich mit Pflanzen und Tieren inklusive des Menschen. Praktische Anwendung findet sie unter anderem bei der Vieh- und Pflanzenzucht, in der Sozialmedizin (zum Beispiel bei Fragen zur Schichtarbeit), in der Pharmakologie und Psychiatrie. Von besonderem Interesse sind die Erkenntnisse der Chronobiologie in den Bereichen Schlafmedizin, Sportmedizin sowie Flug- und Raumfahrtmedizin. Chronobiologie wird an den meisten Universitäten in verschiedenen Fachbereichen (beispielsweise Psychiatrie, Biologie, Anatomie und Psychologie) gelehrt. Seit 2012 gibt es an der Hochschule München die Stiftungsprofessur „Licht und Gesundheit“.